# Isca
Isca is een geslacht van haften (Ephemeroptera) uit de familie Leptophlebiidae.

## Soorten
Het geslacht Isca omvat de volgende soorten:
- Isca fascia
- Isca janiceae
- Isca lea
- Isca purpurea
- Isca serendiba